# مارکوس سورگ
مارکوس سورگ (انگلیسی: Marcus Sorg؛ زادهٔ ۲۴ دسامبر ۱۹۶۵) بازیکن فوتبال بازنشسته و مربی اهل آلمان است.
از باشگاه‌هایی که در آن بازی کرده است می‌توان به باشگاه فوتبال اشتوتگارت و باشگاه فوتبال مانهایم اشاره کرد.
وی هم‌اکنون دستیار هانسی فلیک در باشگاه فوتبال بارسلونا است.